# Blarina
Blarina es un género de musarañas perteneciente a la familia de los sorícidos.

## Especies
- Blarina brevicauda (Say, 1823) - Musaraña colicorta septentrional
  - Blarina brevicauda aloga
  - Blarina brevicauda angusta
  - Blarina brevicauda brevicauda
  - Blarina brevicauda churchi
  - Blarina brevicauda compacta
  - Blarina brevicauda hooperi
  - Blarina brevicauda kirtlandi
  - Blarina brevicauda manitobensis
  - Blarina brevicauda pallida
  - Blarina brevicauda talpoides
  - Blarina brevicauda telmalestes
- Blarina carolinensis (Bachman, 1837) - Musaraña colicorta meridional
- Blarina hylophaga (Elliot, 1899) - Musaraña colicorta de Elliot
- Blarina peninsulae (Merriam, 1895)

- Datos: Q468813
- Multimedia: Blarina / Q468813
- Especies: Blarina